# Clancy
Clancy – jednostka osadnicza w Stanach Zjednoczonych, w stanie Montana, w hrabstwie Jefferson.